# Ernst Messerschmid
Ernst Willi Messerschmid (21 de mayo de 1945) es un físico y astronauta alemán.
Nacido en Reutlingen, Alemania, Messerschmid se graduó del Gymnasium técnológico de Stuttgart en 1965. Después de dos años de servicio militar, estudió física en la Universidad de Tubinga, licenciándose en 1972, y cursó sus estudios de doctorado en Bonn, de donde se graduó en 1976. Durante sus estudios fue también científico visitante en el CERN, en Ginebra, trabajando sobre haces de protones en aceleradores y plasmas. En 1975-1976 trabajó en la Universidad de Friburgo y en el Laboratorio Nacional Brookhaven (Nueva York). En 1977, se unió a DESY en Hamburgo para trabajar en los aspectos ópticos del sincotrón PETRA.
Entre 1978 y 1982 trabajó en el Centro Aeroespacial Alemán, parte del Instituto de Tecnología de las Comunicaciones en Oberpfaffenhofen, sobre comunicaciones en el espacio.
En 1983 Ernst Messerschmid fue seleccionado como uno de los astronautas (en calidad de especialista de carga) para la primera misión alemana al Spacelab (y la última exitosa del transbordador espacial Challenger), que se llevó a cabo en 1985, con una duración de 168 horas (poco más de 7 días).
Después de la misión ocupó el puesto de profesor en el Institut für Raumfahrtsysteme (Instituto de Propulsión Espacial) de la Universidad de Stuttgart. Entre 2000 y 2004 fue director del Centro Europeo de Astronautas en Colonia, retornando después a la Universidad de Stuttgart, donde imparte asignaturas relacionadas con la Astronáutica y las estaciones espaciales.